# Neuengeseke
Neuengeseke ist ein Ortsteil der Gemeinde Bad Sassendorf im nordrhein-westfälischen Kreis Soest. 
Der Ort liegt südöstlich des Kernortes Bad Sassendorf an der L 688. Nördlich verläuft die A 44. Nordwestlich erstreckt sich das 8,9872 ha große Naturschutzgebiet Steinbruch Lohner Klei.

## Sehenswürdigkeiten
In der Liste der Baudenkmäler in Bad Sassendorf sind für Neuengeseke sechs Baudenkmäler aufgeführt:
- die evangelische Pfarrkirche St. Johannes der Täufer
- das ehemalige Pastorat, Oberdorf 7
- das Fachwerkhaus mit Anbau, Schluppergasse 13
- die Hofanlage, Schluppergasse 15
- die Hofanlage, Am Haienpoth 2
- das Kriegerehrenmal, Am Haienpoth